# هاله افشار
هاله افشار, بارونِس افشار (۲۱ مهٔ ۱۹۴۴ – ۱۲ مهٔ ۲۰۲۲) استاد علوم سیاسی دانشگاه یورک و عضو مجلس اعیان بریتانیا بود.

## زندگی
هاله افشار فرزند حسن افشار، استاد سابق حقوق دانشگاه تهران و نماینده مجلس شورای ملی، است. هاله افشار در ۱۴ سالگی با اصرار خودش از ایران به انگلستان مهاجرت کرد. او تابستان‌ها به ایران بازمی‌گشت. افشار پس از پایان تحصیلات در انگلستان، مدتی در وزارت تعاون در ایران مشغول به کار شد و سپس به انگلستان بازگشت. او در سال ۲۰۰۵ مدال افتخار بریتانیای کبیر را برای خدمت به تساوی بشریت دریافت کرد. افشار بنیانگذار و رئیس شبکه زنان مسلمان(وبگاه) است. وی برخی نوشته‌های خود را با نام مستعار هما امید به چاپ رسانیده است.

## تحصیلات و فعالیت‌ها
هاله افشار دارای مدرک دکترا از دانشگاه کمبریج انگلستان و عضو آکادمی علوم اجتماعی بریتانیا بود.
هاله افشار خود را یک شیعه و فمینیست مسلمان می‌نامید و عضو هیئت ویراستاری بیش از ۱۰ ژورنال آکادمیک در جهان بود.
او ۲ کتاب نوشته و ۱۳ کتاب دیگر را مشترکاً به تحریر در آورده است.

## نمایندگی در مجلس اعیان بریتانیا
در ۱۳ دسامبر ۲۰۰۷ میلادی، هاله افشار با لقب بارونس هاله افشار به عضویت مجلس اعیان پارلمان بریتانیا انتخاب شد.